# Tour de Sibiu
El Tour de Sibiu (oficialmente: Sibiu Cycling Tour; en rumano: Turul Ciclist al Sibiului) es una carrera ciclista profesional por etapas rumana que se disputa en el distrito de Sibiu, a primeros del mes de julio.
La primera edición se disputó en el año 2011 como carrera del UCI Europe Tour dentro de la categoría 2.2 y fue ganada por el ciclista italiano Alessio Marchetti. Desde la edición 2013 la carrera pasó a ser una competencia de categoría 2.1.
Tiene 5 etapas y la mayoría tienen inicio o final en Sibiu.

## Palmarés
| Año  | Ganador            | Segundo             | Tercero             |
| ---- | ------------------ | ------------------- | ------------------- |
| 2011 | Alessio Marchetti  | Oleksandr Sheydyk   | Sascha Weber        |
| 2012 | Víctor de la Parte | Matija Kvasina      | Artem Topchanyuk    |
| 2013 | Davide Rebellin    | Matija Kvasina      | Tino Zaballa        |
| 2014 | Radoslav Rogina    | Davide Rebellin     | Primož Roglič       |
| 2015 | Mauro Finetto      | Davide Rebellin     | Serghei Țvetcov     |
| 2016 | Nikolay Mihaylov   | Francesco Gavazzi   | Alex Turrin         |
| 2017 | Egan Bernal        | Colin Stüssi        | Valentin Baillifard |
| 2018 | Iván Ramiro Sosa   | Alexey Rybalkin     | Aleksandr Vlásov    |
| 2019 | Kevin Rivera       | Daniel Muñoz        | Radoslav Rogina     |
| 2020 | Gregor Mühlberger  | Patrick Konrad      | Matteo Badilatti    |
| 2021 | Giovanni Aleotti   | Fabio Aru           | Michal Schlegel     |
| 2022 | Giovanni Aleotti   | Harm Vanhoucke      | Cian Uijtdebroeks   |
| 2023 | Mark Donovan       | Lennert Van Eetvelt | Jakub Otruba        |
| 2024 | Florian Lipowitz   | Andreas Leknessund  | George Bennett      |
| 2025 |                    |                     |                     |

Nota: El primer clasificado de la edición 2011 fue el ciclista búlgaro Vladimir Koev quien fue suspendido por 8 años entre el 5/06/2010 al 10/06/2018 al dar positivo por Heptaminol y anulados los resultados obtenidos durante el periodo de sanción, dentro de los cuales se encuentra la edición 2011 del Tour de Sibiu.

## Palmarés por países
| País           | Victorias | Último vencedor            |
| -------------- | --------- | -------------------------- |
| Italia         | 5         | Giovanni Aleotti en 2022   |
| Colombia       | 2         | Iván Ramiro Sosa en 2018   |
| España         | 1         | Víctor de la Parte en 2012 |
| Croacia        | 1         | Radoslav Rogina en 2014    |
| Bulgaria       | 1         | Nikolay Mihaylov en 2016   |
| Costa Rica     | 1         | Kevin Rivera en 2019       |
| Austria        | 1         | Gregor Mühlberger en 2020  |
| Reino Unido    | 1         | Mark Donovan en 2023       |
| Alemania       | 1         | Florian Lipowitz en 2024   |
| Estados Unidos | 1         | Matthew Riccitello en 2025 |